# Черемушки (Полтавская область)
Черемушки (укр. Черемушки) — село,
Комендантовский сельский совет,
Кобелякский район,
Полтавская область,
Украина.
Код КОАТУУ — 5321883808. Население по переписи 2001 года составляло 71 человек.

## Географическое положение
Село Черемушки находится в 3-х км от левого берега реки Кобелячек,
в 2,5 км от села Комендантовка.

## Экономика
- Молочно-товарная ферма.